# لیگ کالیفرنیا
لیگ کالیفرنیا یک لیگ بیسبال کوچک است که در کالیفرنیا فعالیت می‌کند. پس از طبقه‌بندی در سطوح مختلف در طول عمر خود، از سال ۱۹۹۰ تا زمان تنزل آن به Single-A پس از سازمان‌دهی مجدد لیگ‌های کوچک توسط لیگ برتر بیسبال در سال ۲۰۲۱ در کلاس A-پیشرفته فعالیت کرد. این لیگ به‌طور موقت برای فصل ۲۰۲۱ به عنوان Low-A West فعالیت می‌کرد قبل از اینکه در سال ۲۰۲۲ نام اصلی خود را از سر بگیرد.
قبل از همه‌گیری کووید-۱۹، تعداد تماشاگران لیگ در هر فصل افزایش می‌یابد، با بیش از یک میلیون هوادار در بازی‌ها در سال، که بخشی از رشد و گسترش عمومی در سراسر کشور به شهرهای کوچکتر، شهرها و مناطق پایین‌تر از لیگ ملی یا لیگ آمریکایی است. با مینور لیگ بیسبال در سطوح مختلف بازی که در چند دهه اخیر محبوبیت فزاینده ای داشته‌است.